# Ira von Fürstenberg
Princesa Virginia "Ira" de Fürstenberg, ou Virginia Carolina Theresa Pancrazia Galdina zu Fürstenberg (Roma, 18 de abril de 1940 — Roma, 19 de fevereiro de 2024), foi uma atriz, socialite e designer de joias italiana.

## Vida
Filha do príncipe Tassilo de Fürstenberg e da herdeira da Fábrica Italiana Automobilística de Turim (FIAT), Clara Jeanne Agnelli, é sobrinha de um ex-presidente da FIAT, Gianni Agnelli.
Após da morte de Grace Kelly, manteve um caso com Rainier III de Mônaco, sendo cotada para ser sua esposa pela imprensa italiana, porém, o fato nunca se confirmou.
Esteve casada, entre 1961 e 1964, com o industrial brasileiro Baby Pignatari (Francisco Matarazzo Pignatari).
Entre as décadas de 1960 e 1980, trabalhou como atriz em alguns filmes, como: Matchless (1967), I Killed Rasputin (1967), Dead Run (1967), The Vatican Affair (1968), Five Dolls for an August Moon (1970), The Fifth Cord (1971), Plus beau que moi, tu meurs (1982), entre outros.
Seu filho, o príncipe Christoff Hohenlohe, morreu numa prisão de Bangkok, onde ficou alguns dias após ser preso por adulterar o visto de permanência no país em seu passaporte.

## Publicações
- Fürstenberg, Ira von (1981). Young at Any Age. [S.l.: s.n.] ISBN 978-0-297-77921-6
- ——; Nicolls, Andrew (1996). Tartanware. [S.l.]: Pavilion Books, Limited. ISBN 978-1-85793-514-1
- —— (1995). Princesse et rebelle (em francês). [S.l.]: Critérion. ISBN 978-2-7413-0127-1